# Перфилов, Николай Александрович
Николай Александрович Перфилов (29 декабря 1909, дер. Артемьевское Костромской губернии — 1989, Ленинград) — советский физик, один из видных участников создания советской атомной бомбы.

## Биография
В 1925—1927 году работал монтёром на Волховской ГЭС, в раннем возрасте потерял правую руку. В 1928—1931 годах учился на Рабочем факультете при ЛГУ, позже продолжил обучение на физико-математическом факультете ЛГУ, в 1932 году устроился на работу электротехником в Радиевый институт, через некоторое время был привлечён к научной работе. В Радиевом институте им была сооружена камера Вильсона. С 1936 по 1939 годы аспирант РИАН, в 1941 году защищает диссертацию «Изучение ядер отдачи, получающихся при делении урана, методом камеры Вильсона и толстого фотослоя». На время Великой Отечественной войны вместе с институтом эвакуируется в Казань, в 1945 вновь возвращается в Ленинград, где его уже мобилизуют на задачи ядерного оружия. Перфилову удаётся применить эмульсии для определения количественного изотопного состава урана. В 1946 году становится доцентом кафедры экспериментальной ядерной физики Ленинградского Политехнического института, в 1949 году — профессором кафедры экспериментальной ядерной физики. Параллельно в 1950 году под его руководством создаётся лаборатория ядерных процессов под действием частиц высоких энергий в Радиевом институте. В 1950 году им было достигнуто деления урана, висмута и вольфрама медленными пи-мезонами. Уже в 1954 году были начаты работы по фрагментации. В 1960 году опять же эмульсионным методом было открыто спонтанное тройное деление 238Pu, 240Pu, 242Cm и 244Cm. В 1962—1975 годах в связи с актуальностью космических полётов, Перфиловым была выполнена серия работ по защите обитаемых отсеков космических кораблей. В 1981 году Николай Александрович тяжело заболел и вышел на пенсию, скончался в 1989 году.

### Некоторые работы учёного
- Совместно с О. В. Ложкин, В. П. Шамов. — Процессы фрагментации и деления при взаимодействии частиц высоких энергий с ядрами. УФН, т. LXX, вып.1, (1960). Архивная копия от 4 марта 2016 на Wayback Machine
- Совместно с Ю. Ф. Романов, З. И. Соловьев. Деление тяжелых ядер с испусканием длиннопробежных α-частиц. УФН, т. LXXI, вып.3, (1960). Архивная копия от 4 марта 2016 на Wayback Machine
- Совместно А. И. Обухов, Деление ядер. Архивная копия от 4 марта 2016 на Wayback Machine